# Dacrydium beccarii
Espèce
Statut de conservation UICN

 LC  : Préoccupation mineure
Dacrydium beccarii, est une espèce d'arbres conifères de la famille des Podocarpaceae, originaire d'Asie du sud-est.

## Distribution
Dacrydium beccarii est l'espèce du genre Dacrydium dont la distribution est la plus étendue:
Indonésie,  Malaisie, Papouasie-Nouvelle-Guinée, Philippines et  Îles Salomon.

## Description
Dacrydium beccarii est un arbre atteignant 20 m, plus rarement 35 m de haut.

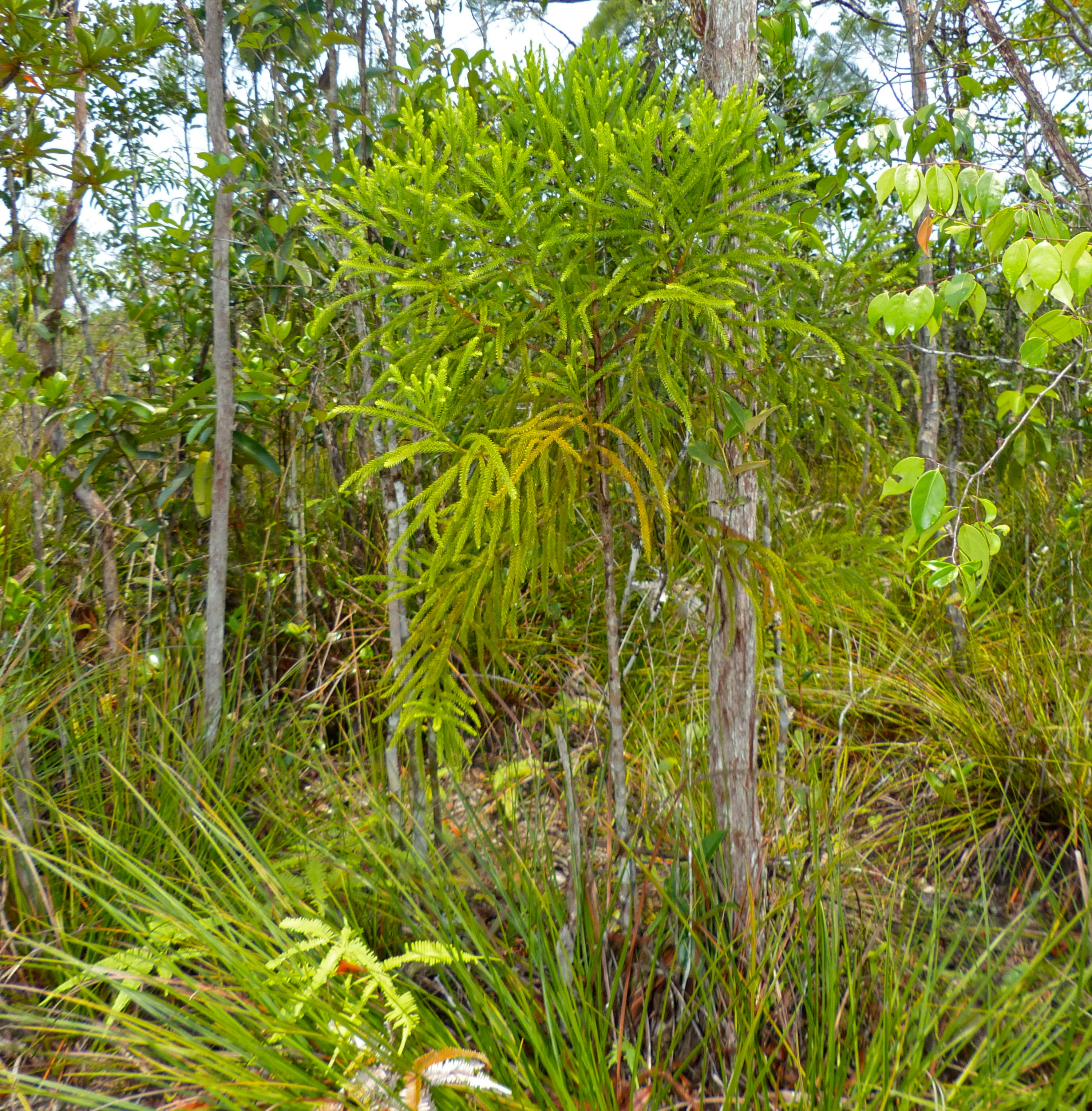
Arbre (Parc national de Bako, Malaisie)
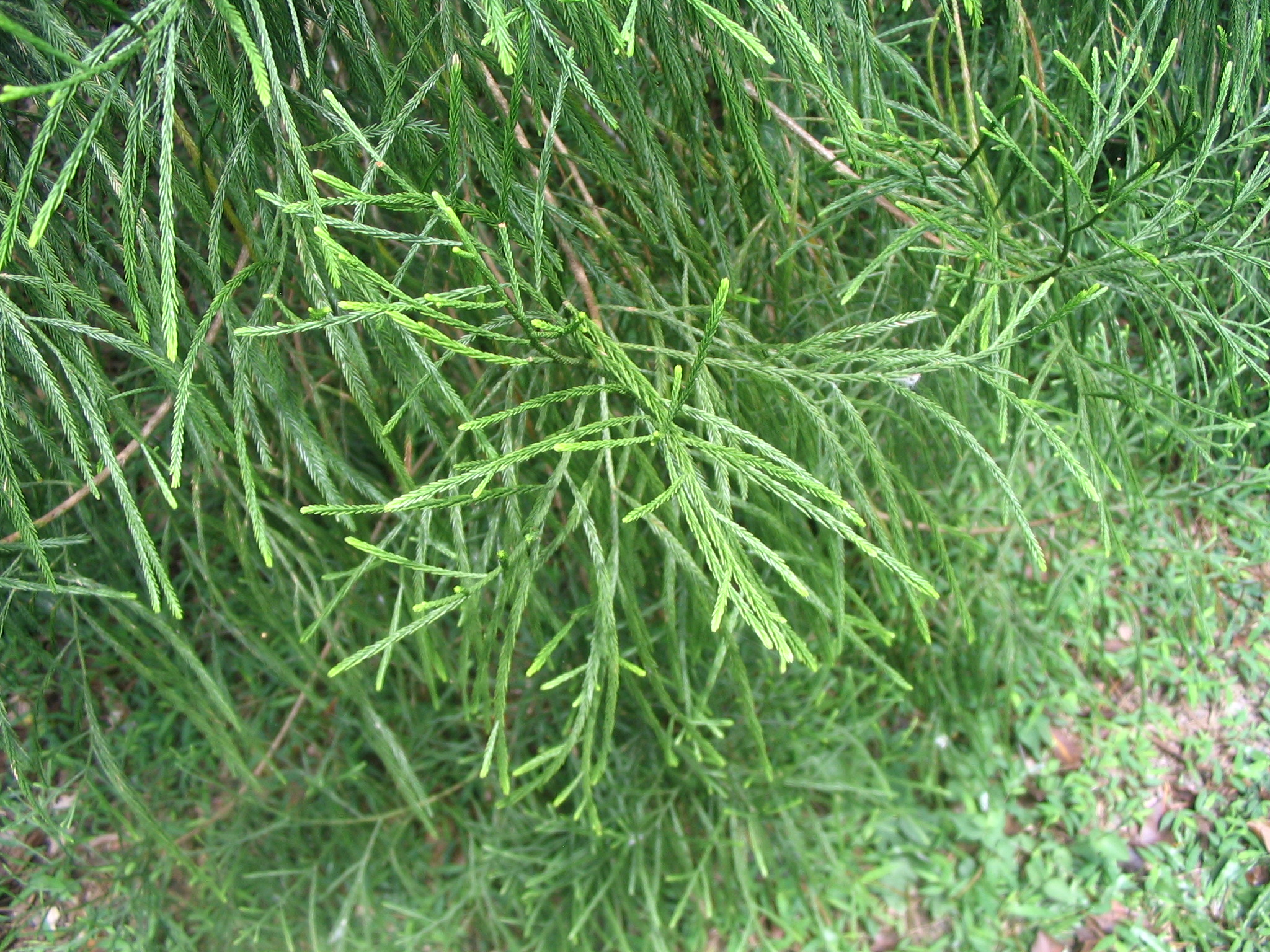
Feuilles de Dacrydium beccarii
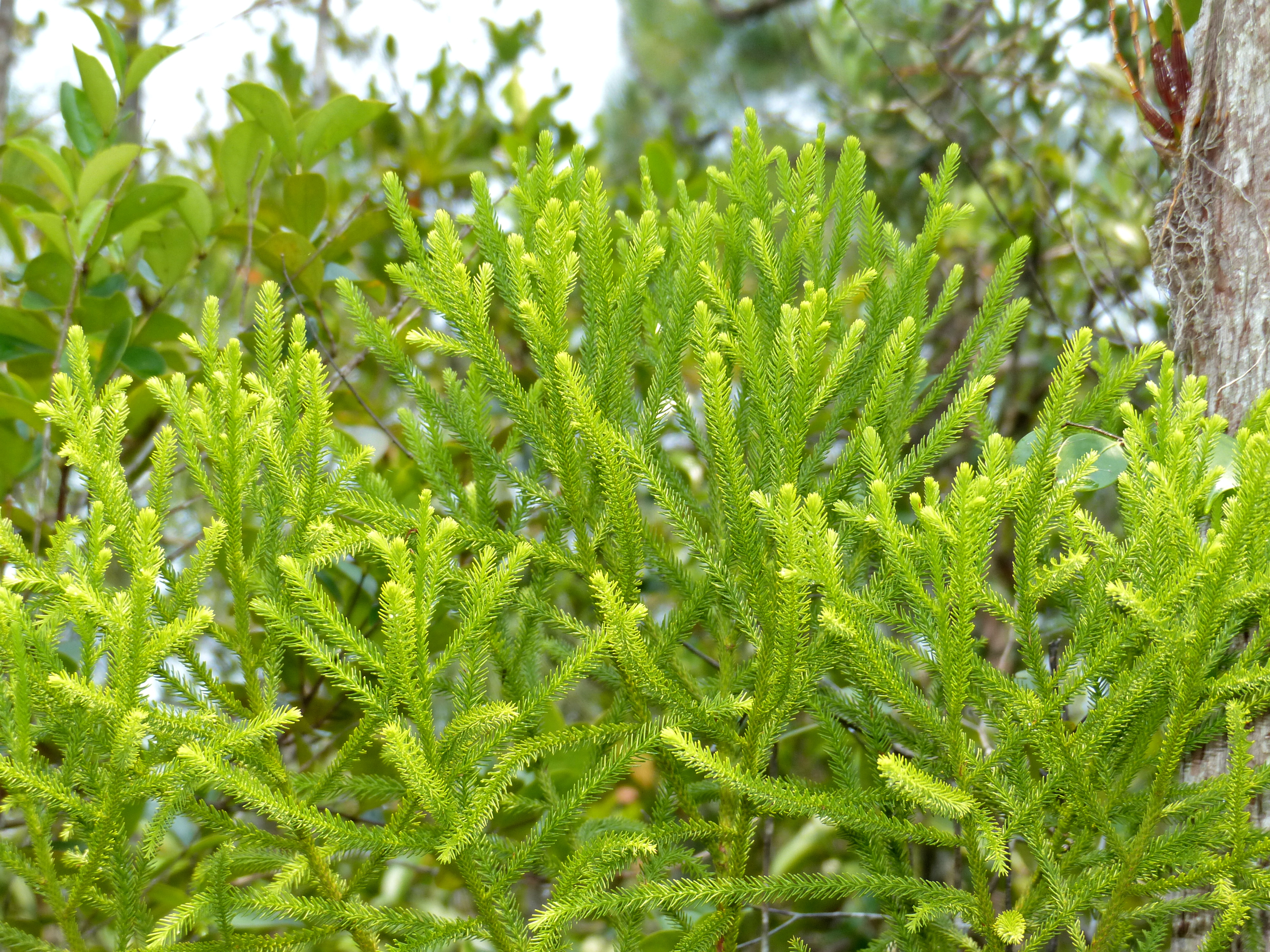
Feuilles
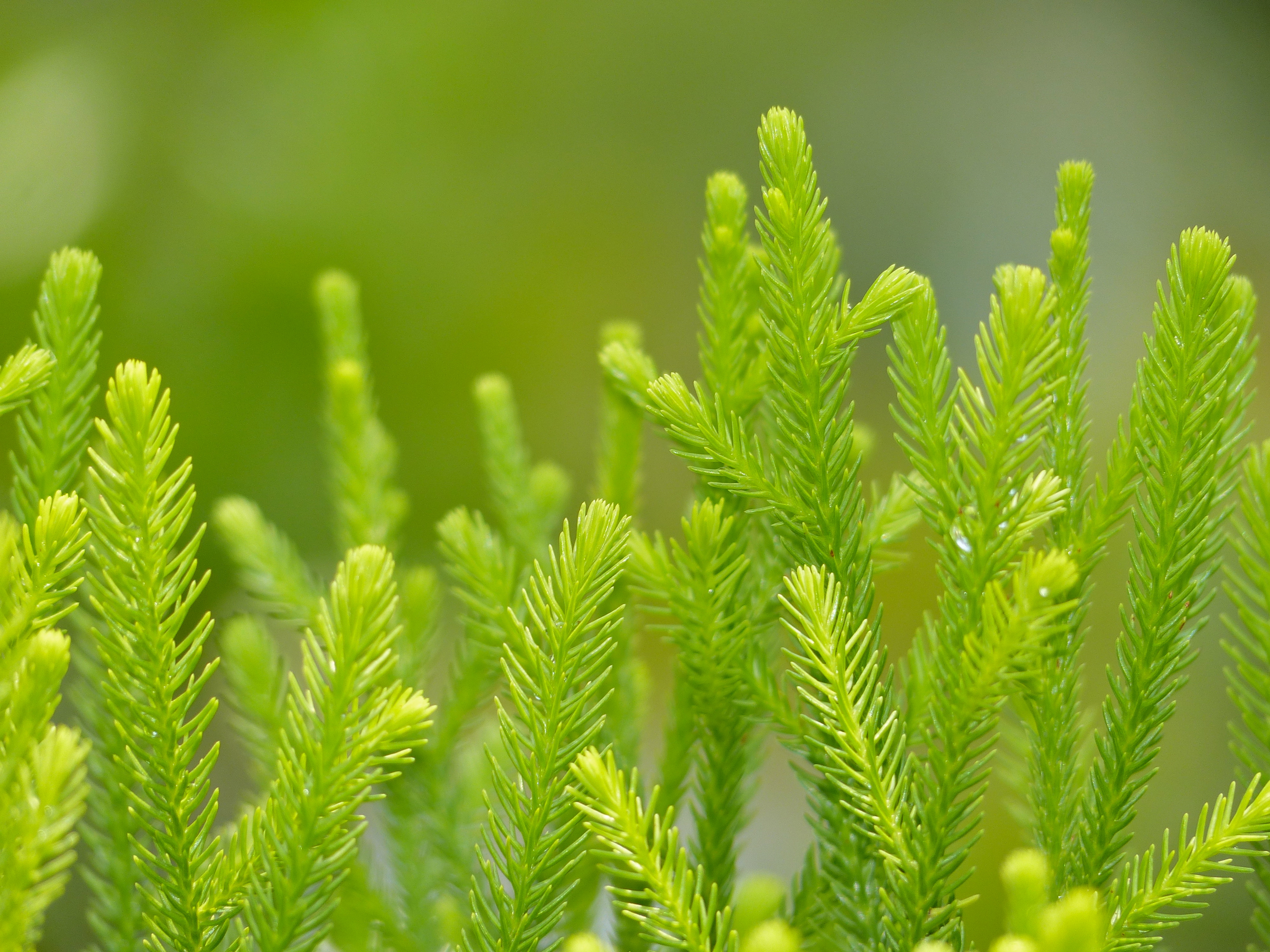
Détail des feuilles

## Synonymes
- Nageia beccarii (Parl.) Gordon